# Astragalus urgutinus
Astragalus urgutinus — вид квіткових рослин з родини бобових (Fabaceae). Ареал охоплює такі країни: Таджикистан, Узбекистан.

## Середовище
Висота проживання: 250–3800 метрів. Це напівчагарник, що зустрічається на відкритих територіях, у степах, серед ялівцевих чагарників та фісташкових рідколісь. Повідомлялося про його поширення на кам'янистих гірських схилах, серед скель у ділянках з дрібнозему та на виходах гранітних та сланцевих порід. Також його описували на лесових скелях у передгір'ях, де він росте в нижньому, середньому та верхньому гірському поясі. Немає відомих серйозних загроз для цього виду. Однак існує кілька загроз для екорегіонів, де цей вид є місцевим. Передгір'я характеризуються інтенсивною сільськогосподарською діяльністю, а тиск випасу на пасовища дуже високий. Опустелювання загрожує степовій зоні нижнього гірського поясу через надмірний випас худоби, а середній хребет деградує через вирубку лісів та видобувну промисловість.